# Ludi Lin
Ludi Lin (kinesiska: 林路迪, pinyin: Lín Lùdí), född 11 november 1987 i Fuzhou i Kina, är en kinesisk-kanadensisk skådespelare och fotomodell. Han är mest känd för att spela rollen som Zack Taylor i superhjältefilmen Power Rangers, undervattenskrigaren Murk i den andra superhjältefilmen Aquaman, och Lance i den femte säsongen av Netflix-serien Black Mirror (avsnittet "Striking Vipers"). Han spelar också rollen som Liu Kang i actionfilmen Mortal Kombat från 2021.
Lin föddes i Kina, och flyttade sedan vid tre års ålder till Hongkong. Han skickades därefter vid nio års ålder utomlands till internatskolor i Sydney, Australien, där han kom att tillbringa större delar av sin ungdom. Lin emigrerade sedan vid sjutton års ålder till Kanada och staden Vancouver, där han även skulle påbörja studier på University of British Columbia. Han bor närvarande både i Vancouver och i Kinas huvudstad Peking.
Lin talar tre flytande språk, det vill säga engelska, mandarin och kantonesiska.

## Filmografi (i urval)

### Filmer
- 2017 – Power Rangers
- 2018 – Aquaman
- 2021 – Mortal Kombat
- 2025 – Mortal Kombat 2

### TV-serier
- 2014 – Marco Polo (TV-serie)
- 2019 – Black Mirror (TV-serie)
- 2021–2022 – Kung Fu (TV-serie)